# 沙泰勒
沙泰勒（法語：Châtel，法語發音：[ʃatɛl]）是法国上萨瓦省的一个市镇，属于托农莱班区。

## 地理
沙泰勒（46°16'0"N, 6°50'28"E）面积32.19 平方千米，位于法国奥弗涅-罗讷-阿尔卑斯大区上萨瓦省，该省份为法国东部省份，历史上为薩伏依的一部分，北与瑞士接壤，西接安省，南至萨瓦省，东与瑞士和意大利接壤。
与沙泰勒接壤的市镇（或旧市镇、城区）包括：阿邦当斯、拉沙佩勒达邦当斯。

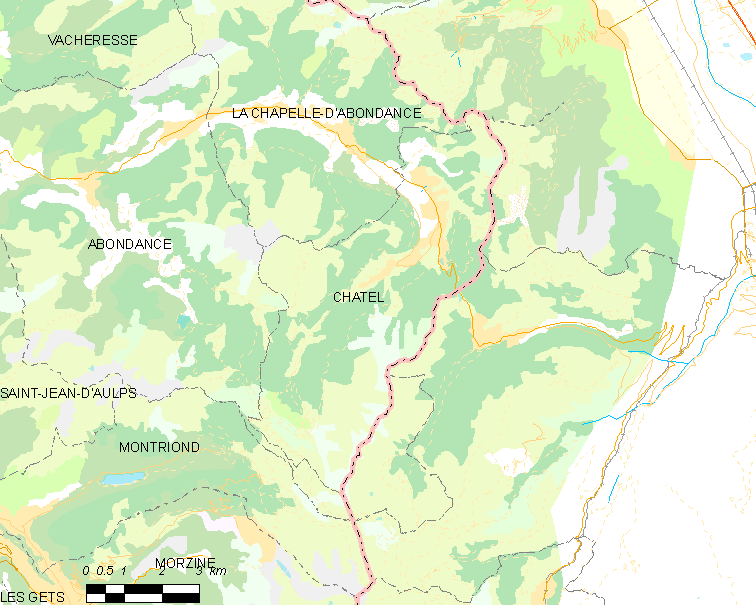
沙泰勒的OSM定位图

沙泰勒的时区为UTC+01:00、UTC+02:00（夏令时）。

## 行政
沙泰勒的邮政编码为74390，INSEE市镇编码为74063。

## 政治
沙泰勒所属的省级选区为埃维昂莱班县。

## 人口

1962-2008年间沙泰勒人口变化图示

沙泰勒于2022年1月1日时的人口数量为1168人。